# Porto de Peniche

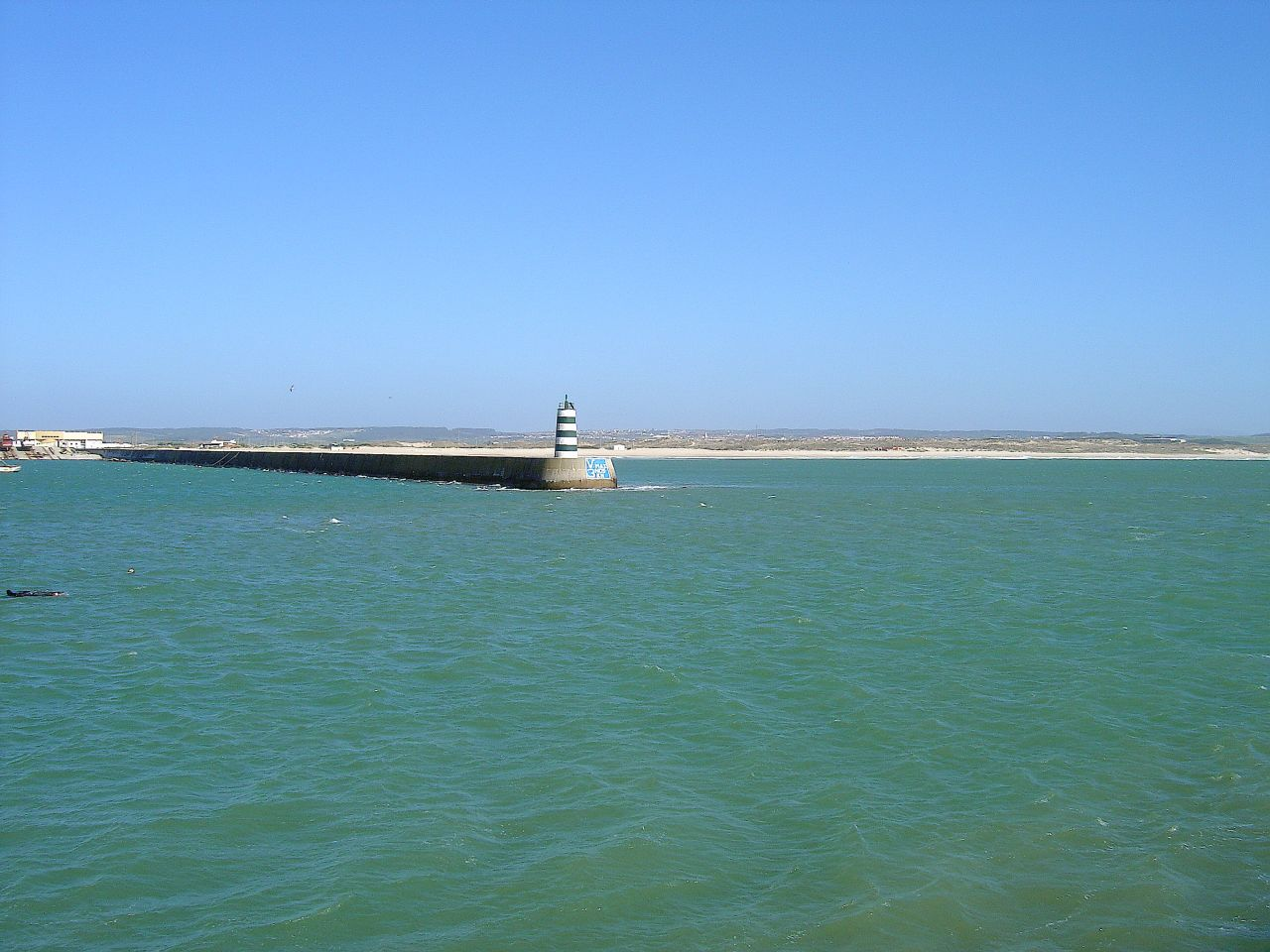
Barra do Porto de Peniche

O Porto de Peniche situa-se na cidade de Peniche, em Portugal. Construído no ano 1981, é o porto mais ocidental da Europa continental. O atual Capitão do porto e comandante local da Polícia Marítima é capitão-de-fragata Nuno Mota Ferreira.

## Características
O porto está dividido em duas partes principais. Na parte de pesca, pode se encontrar a lota, administrada pela Docapesca, assim como a maioria dos navios de pesca do porto e infraestruturas adjacentes a indústria de pesca. É nesta região onde se localiza também os Estaleiros de Peniche, próximo do molhe este, onde navios são construídos e reparados. Na parte de recreio, conhecida como "Marina da Ribeira", é onde se localiza a maioria dos navios de uso civil e recreativo, sendo através desta parte do porto onde se pode obter uma passagem de navio para visitar o Arquipélago das Berlengas. É neste local onde existem também os navios das autoridades, como do Instituto de Socorros a Náufragos e da Guarda Nacional Republicana.
Entre as duas principais partes, é possível encontrar o Clube Naval de Peniche, onde várias atividades relacionadas ao desporto náutico (como vela, canoagem, navegação), pesca desportiva e recreativa são realizadas. Além disso, o clube possuí também serviços gerais aos donos de navios localizados na Marina ou que passem no Porto, desde uma grua, abastecimento e outros.

## Estatísticas
- O preço médio anual da pesca descarregada no porto de Peniche foi, em 2010, de 2 €/kg, acima dos 1,6 €/kg da média nacional (não inclui congelados, salgados e aquicultura). [12]
- A capacidade média das embarcações no porto de Peniche foi, em 2010, de 6,4 GT, quase metade dos 12,0 GT de média nacional.[12]